# خالدي (مكيال)
الخالدي أو المكيال الخالدي هو مكيال استخدم في التاريخ الإسلامي معيارا للكيل. وأصل الكلمة: نسبة إلى خالد بن عبد الله القسري. وهو مكيال إسلامي يستعمل في الكيل أثناء العصور الإسلامية.

## المصدر
عن كتاب حقيقة الدينار والدرهم والصاع والمد لأبي العباس أحمد العزفي السبتي